# Periodo perinatale
Il periodo perinatale è il periodo compreso tra la 28ª settimana di gestazione e il 7º giorno dopo la nascita del feto.

## Definizioni
Anche se un'esatta definizione non è universalmente convenuta, si ritiene che il periodo perinatale inizi alla 28ª settimana di gestazione, finendo 28 giorni dopo la nascita. 

Il termine non deve essere confuso con il "periodo natale", con cui si sovrappone parzialmente, che decorre dalla nascita fino al 28º giorno di vita.